# Saibara
El saibara (催馬楽?) es un género de música vocal japonesa que tiene su origen en canciones populares que poco a poco entraron en la clase noble y aristocrática. 
La primera referencia al saibara, procede del Sandai jitsuroku (jp: 三代実録).  Se sirve de textos extraídos del Manyōshū (万葉集) cantada sobre la base de modulaciones de la voz, yuri (揺り), y enfatización en las notas largas, tsuki (突), con acompañamiento de instrumentos del lado izquierdo de manera improvisada: los vientos, hichiriki (篳篥), ryūteki (竜笛 o 龍笛) y el órgano de boca shō (笙): las cuerdas, sō (箏)  y biwa (琵琶); la percusión, shakubyōshi (笏拍子). Fue un género con gran acogida y contaba con más de sesenta estilos.